# Líbano en los Juegos Olímpicos de Londres 1948
Líbano estuvo representado en los Juegos Olímpicos de Londres 1948 por ocho deportistas masculinos que compitieron en tres deportes.
El equipo olímpico libanés no obtuvo ninguna medalla en estos Juegos.